# DiBa Bank
DiBa Bank Aktieselskab var en dansk bank med hovedsæde i Næstved. Navnet er en sammentrækning af det tidligere navn, Diskontobanken. Disconto-, Laane- og Sparebanken for Næstved og Omegn blev oprettet i 1871 af assurandør S. P. Hansen og købmand Fr. L. Brandt. S. P. Hansen havde allerede i 1866 grundlagt Industribanken, som imidlertid ikke havde udviklet sig efter hans hoved.[kilde mangler]
Banken blev i 2013 opkøbt af Sydbank. DiBa Bank blev slettet fra handel og afnoteret på Fondsbørsen med virkning fra  onsdag den 15. januar 2014, da Sydbank den dag tvangsindløste de resterende aktier i DiBa Bank. Ved opkøbet var det landets ældste bank med uændret struktur.

## Direktører
- 1871-1906 Assurandør S. P. Hansen
- 1871-1895 Købmand Fr. L. Brandt
- 1871-1878 Proprietær H. Lage
- 1878-1895 Borgmester Carl Salicath
- 1895-1919 Købmand C. Bergen
- 1895-1906 Købmand H. Krag
- 1906-1922 Købmand Niels Hansen[hvem?]
- 1907-1923 Forpagter Fritz Lundstein
- 1919-1930 Bankdirektør J. Fr. Stellfeldt Hansen
- 1922-1926 Fabrikant Carl Jacobsen
- 1922-1930 Murermester P. Hansen
- 1926-1930 Købmand V. Huus
- 1926-1930 Proprietær H. E. Pille
- 1930-1953 Bankdirektør Chr. Dragheim
- 1953-1957 Bankdirektør K. Yttrup
- 1953-1957 Bankdirektør Eigil Hastrup
- 1957-1990 Bankdirektør A. Hove Andreasen
- 1990-2009 Bankdirektør Claus Schroll
- 2009 Bankdirektør Petter Blondeau

## Afdelinger
DiBa havde hovedsæde i Næstved og afdelinger følgende steder:
- Næstved (hovedsædet)
- Fensmark
- Holbæk
- Ringsted
- Stevns
- Køge
- Rønne
- Nexø

DiBa Bank omfattede endvidere:
- DiBa Forsikring, et forsikringsselskab og
- DiBa Bolig, et ejendomsmæglerfirma